# Kegon-ji

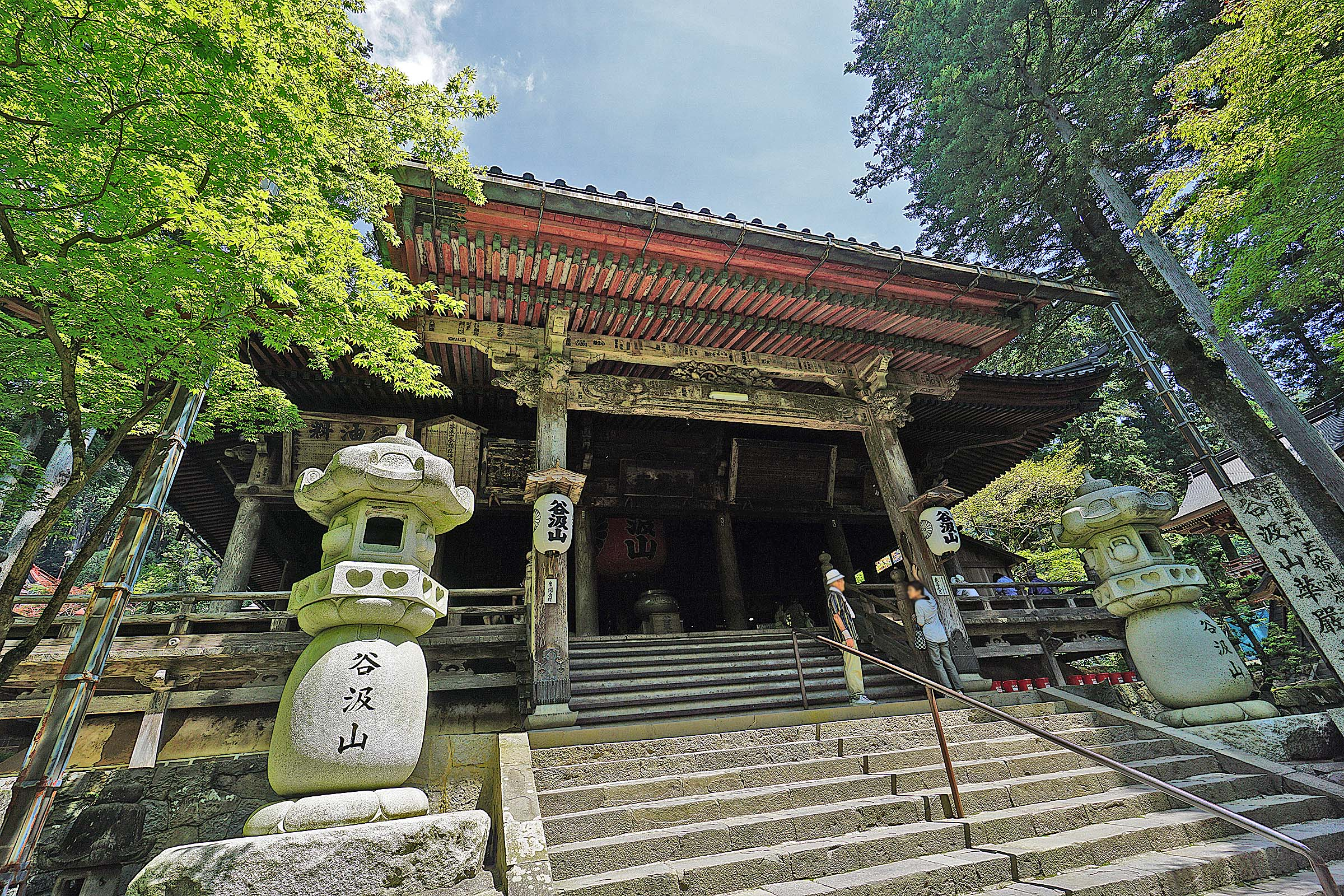
Haupthalle

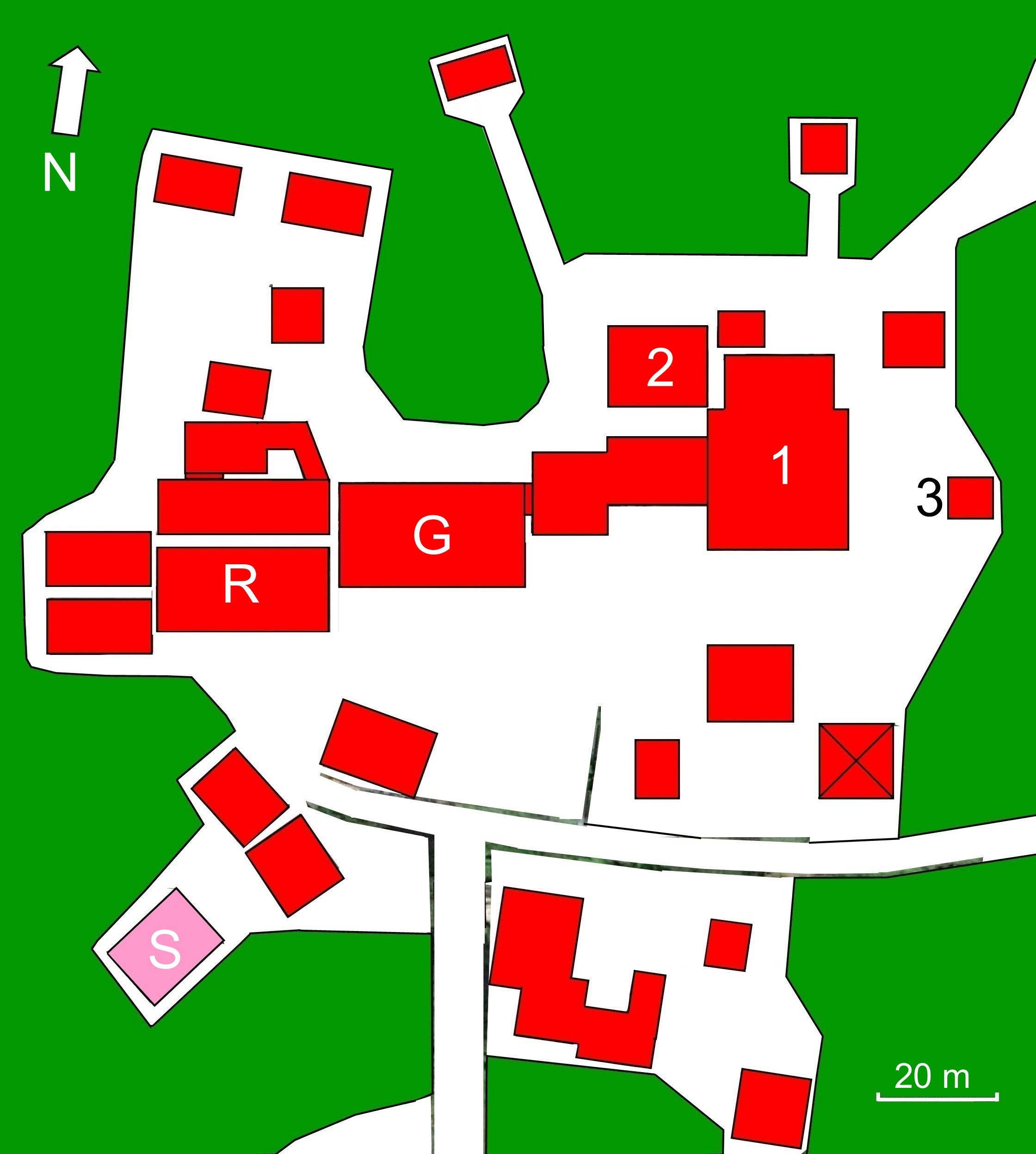
Plan des Tempels (s. Text)

Der Kegon-ji (japanisch 華厳寺), auch unter dem Bergnamen Tanigumi-san (谷汲山) bekannt, ist ein Tempel der Tendai-Richtung des japanischen Buddhismus. Der Tempel befindet sich in Ibigawa im Landkreis Ibi in der Präfektur Gifu, Japan. Er ist in der traditionellen Zählung der 33. und letzte Tempel des Saigoku-Pilgerwegs.

## Geschichte
Der Überlieferung nach hat ein gewisser Ōguchi-dairyō aus der Provinz Mutsu im Jahr 798 in Kyōto sich eine elfgesichtige Kannon schnitzen lassen. Auf seiner Rückreise sei ihm im Traum gesagt worden, die Kannon an dieser Stelle zu lassen. Als man dann hier eine Gebetsstätte errichtete, sprudelte aus den Felsen ein Öl, mit dessen Hilfe die Kannon beleuchtet werden konnte. So kam es zu dem Namen Tanigumi ‚Tal-Befüller‘. Als Kaiser Daigo von diesem Wunder hörte, schenkte er 917 dem Tempel eine Tafel mit der Aufschrift „Tanigumi-san“. 944 erhob Kaiser Suzaku den Kegon-ji zu einem Andachtstempel.

## Die Anlage
Am Fuße der Anhöhe steht das Tempeltor (山門 Sanmon), das hier als Niō-Tor (仁王門 Niō-mon), also als Tor mit den beiden Tempelwächtern rechts und links vom Durchgang, ausgeführt ist. Hier hat es die Form eines zweistöckigen Tores mit Zwischendach (二重門, Nijū-mon). Dann steigt man über eine lange Steintreppe hinauf und gelangt so zur Haupthalle (本堂 Hondō; 1). Links von der Haupthalle steht der Oizuru-Pavillon (笈摺堂 Oizuru-dō; 2). Da der Kegon-ji der letzte des Saigoku-Pilgerwegs ist, übergeben die Pilger ihr Pilgergewand (笈摺 Oizuru), den Pilgerstock, den Schirm und andere Gegenstände hier dem Pavillon und rezitieren dabei singend „Das Pilgergewand, das uns bisher gute Dienste getan hat, legen wir nun ab. Tanigumi von Mino.“ Östlich der Haupthalle steht der Glocken-Pavillon (鐘堂 Shōdō; 3).
Weiter gehören zum Tempel das Refektorium (庫裏 Kuri; R) und das Gästehaus (内仏客殿 Naibutsu Kyakuden; G). Im Südwesten steht der Große Inari-Schrein (稲荷大明神 Inari Daimyōjin).

## Tempelschätze
In der Haupthalle wird die Hauptkultfigur, eine elfgesichtige Kannon von dem heiligen Bishamon (木造毘沙門天立像 Mokuzō Bishamon-ten ritsuzō), der aus einem Stück Holu gefertigt wurde, begleitet. Als Entstehungszeit der Skulptur wird die Jōgan-Ära (貞観; 859–877) angenommen. Die Skulptur ist daher ein gutes Beispiel für die Eleganz der Fujiwara-Zeit bzw. frühen Heian-Zeit. Sie ist als Wichtiges Kulturgut Japans eingestuft.
Ein weiteres wichtiges Kulturgut Japans ist das farbig auf Seide aufgetragene Bild mit Kannon-Figuren (絹本著色三十三所観音像 Kempon chakushoku, sanjūsan-jo Kannon-zō) aus der Kamakura-Zeit mit den Maße 2 × knapp 1,5 m. In der Mitte ist Amida Nyorai (阿弥陀如来) zu sehen, er ist von 33 Kannon-Figuren umgeben. Unter solchen Darstellungen ist dieses Bild das älteste und größte. Es wird im Kunstmuseum Osaka aufbewahrt.

## Bilder

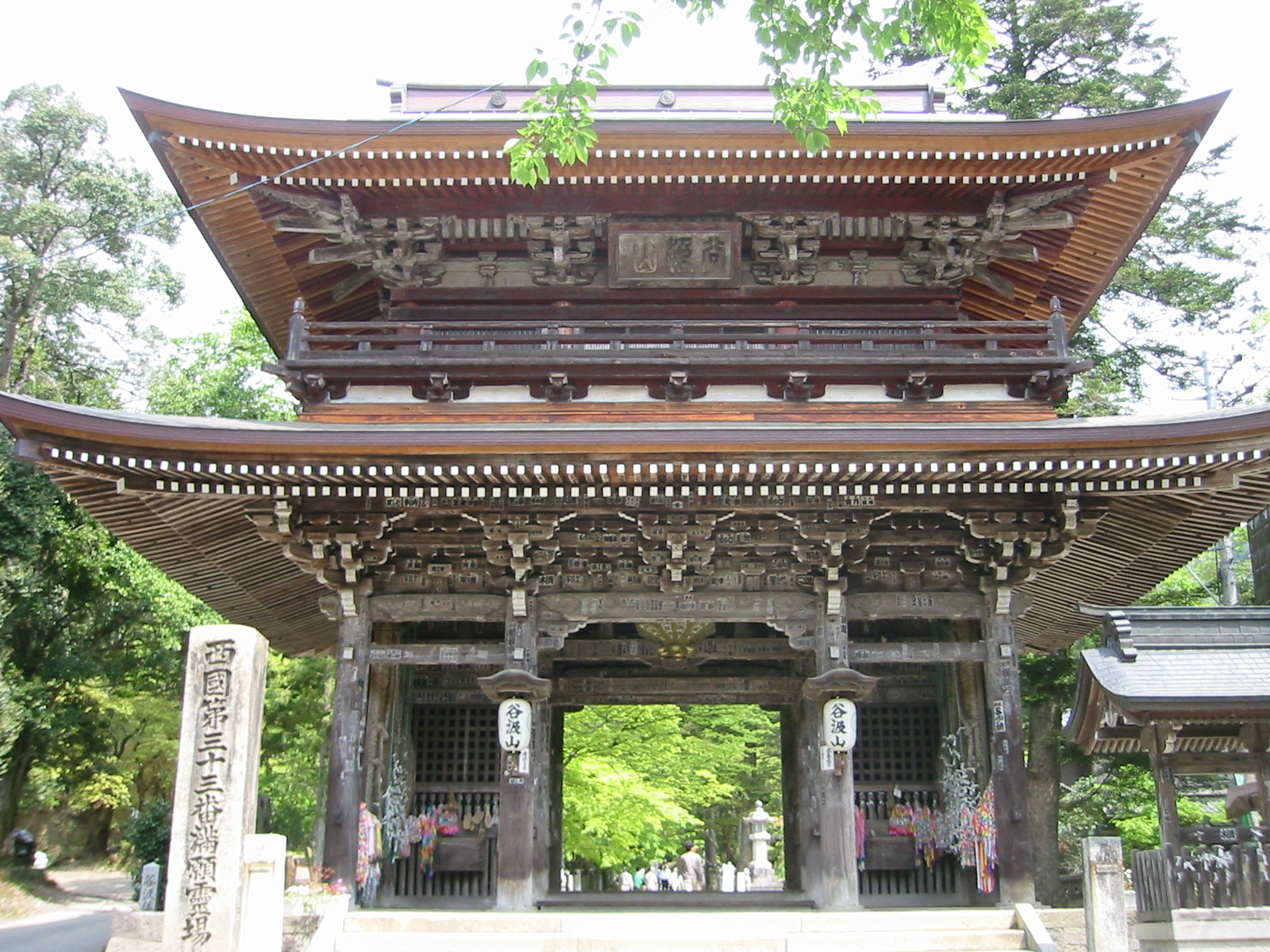
Tempeltor
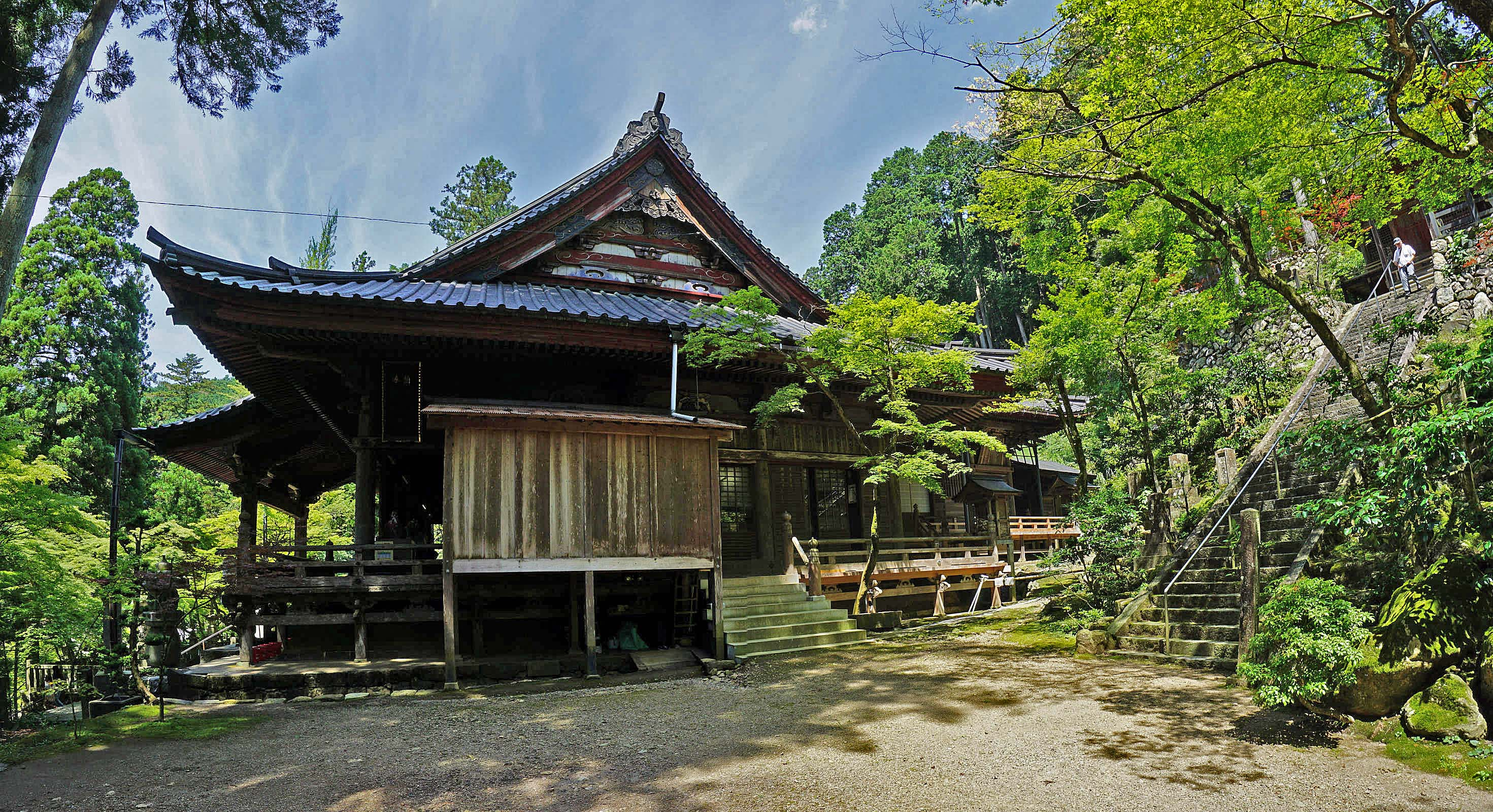
Haupthalle
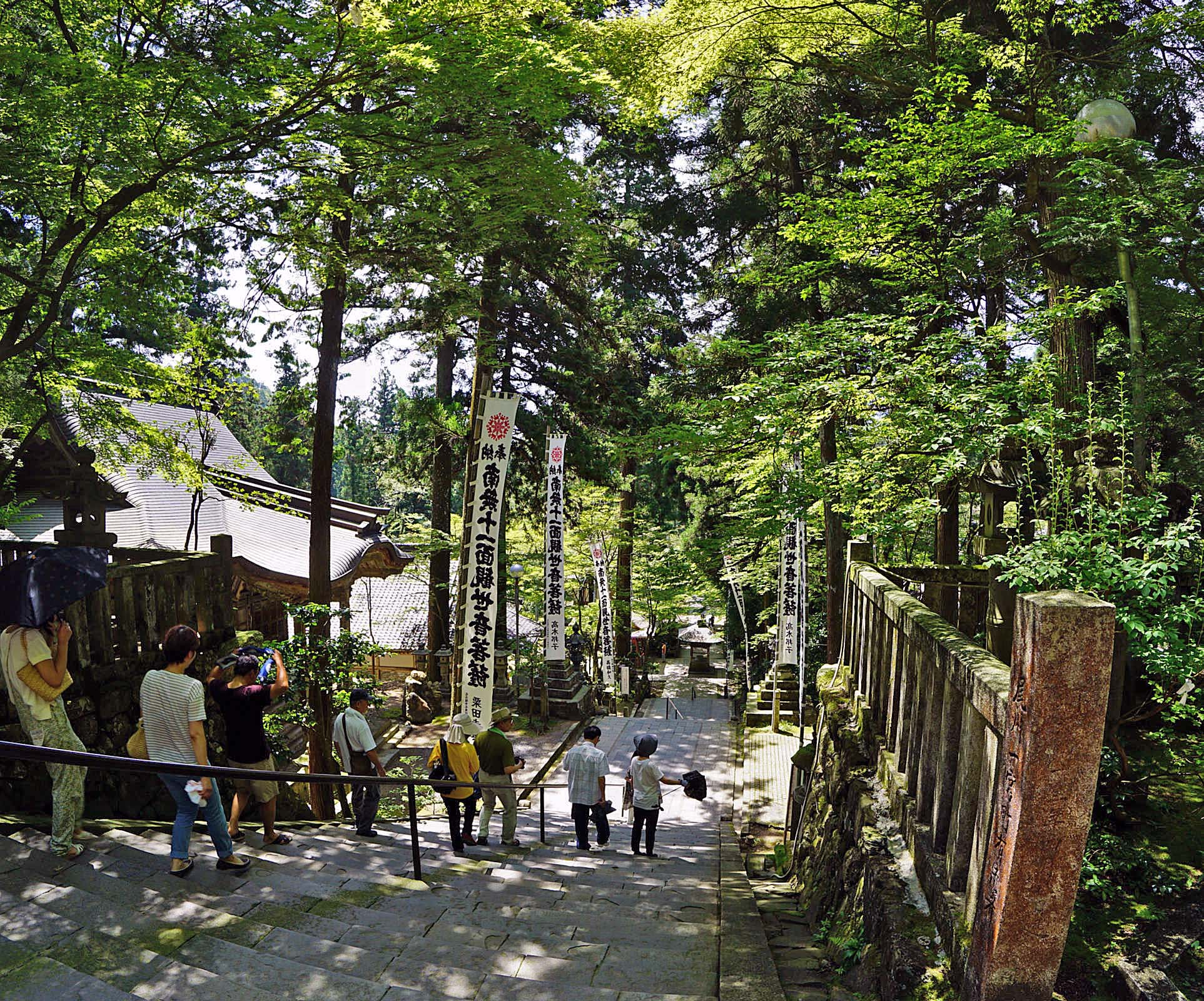
Tempelgelände
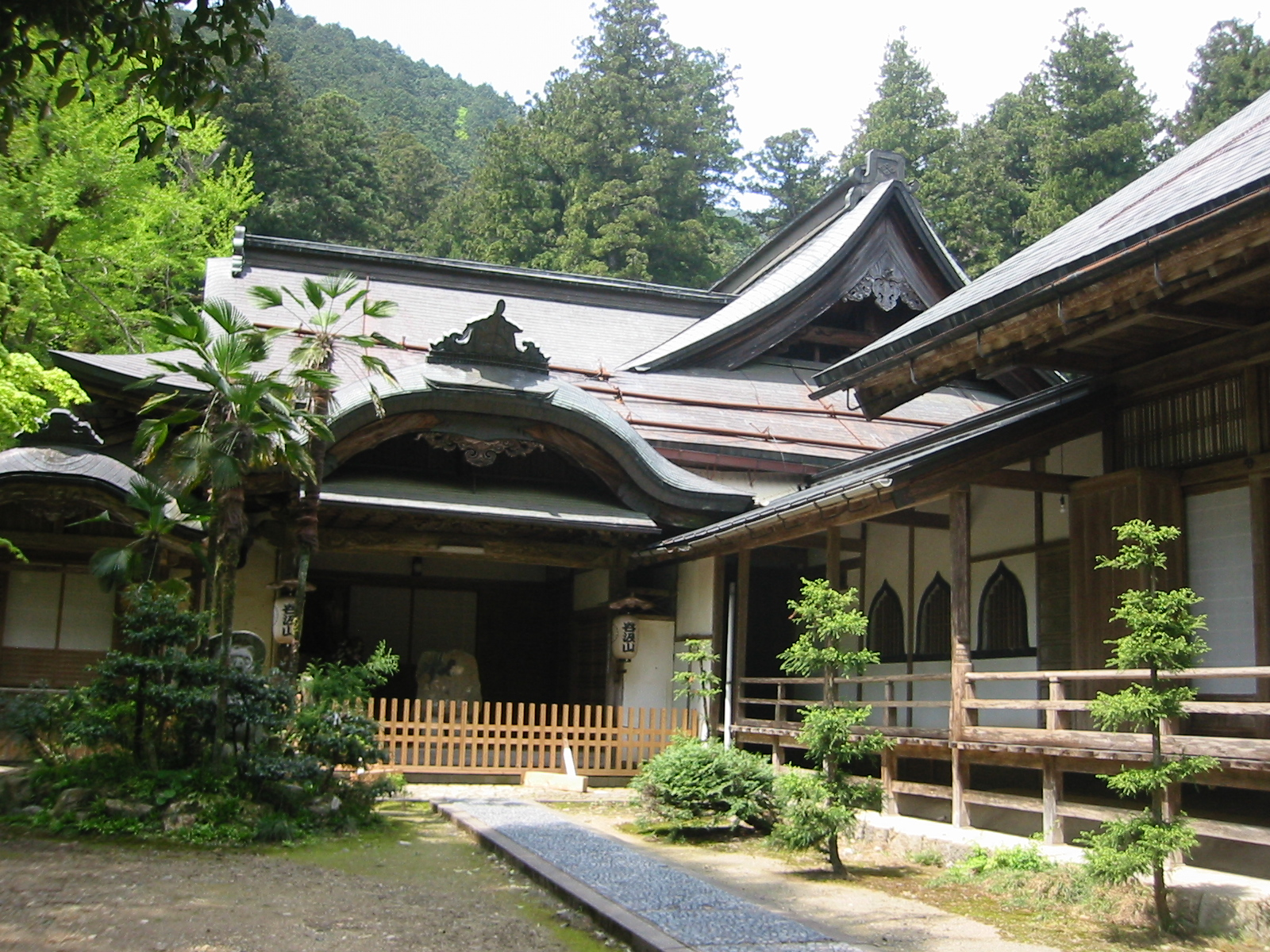
Abt- und Mönchsquartier
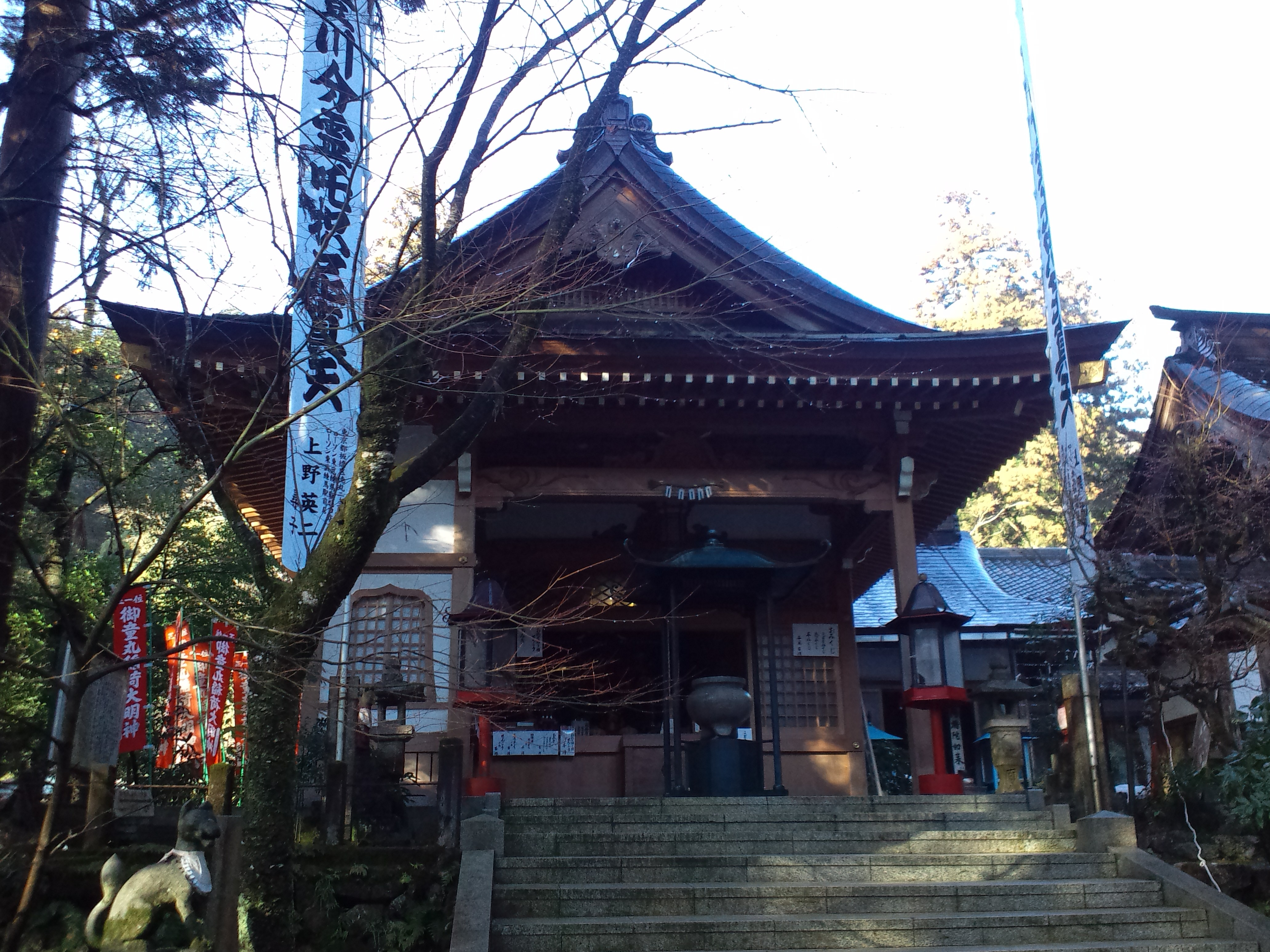
Myōō-in